# Тодорица
Тодорица је манифестација у Горњем Стрижевцу, којом је обновљен древни обичај јахања неоседланих коња на Тодорову суботу, чиме се, по веровању овдашњег народа призивају пролеће и берићет.
Постоји и легенда да је овај обичај вековима уназад упражњаван као вид заштите села од митског бића које је било пола човек а пола коњ и које је на Тодорову суботу долазило у село и одводило најлепше неудате девојке. Kако би изашли на крај са немани, мештани су почели да на Тодорову суботу изводе коње и јашу селом како би заштитили девојке, а јахачи су млади неожењени момци у напону снаге. Kоњи се јашу искључиво неоседлани.
Манифестација обележавања Тодорове суботе из године у годину окупља све већи број грађана и туриста из пиротског округа и Србије.